# Music Delivery BAN BAN RADIO!
Music Delivery BAN BAN RADIO!（ミュージック・デリバリー バン・バン・レディオ!）は、HBCラジオで放送している音楽番組。2010年10月5日放送開始。通称は「バンラジ」。本項目では、後継番組「バンラジNEO タモツガレージ」（バンラジネオ タモツガレージ）についても記述する。

## 概要
2010年のナイターオフシーズンにおける穴埋め番組として放送開始。1970 - 90年代の洋楽を中心としたリクエスト曲とリスナーからのメッセージ紹介を主として構成し、ディレクター（通称：バンD）の気分やニュース担当アナウンサーと高島とのクロストーク等で邦楽がかかる事もある。なおリクエストは洋楽でさえあればジャンルは限定せず、外国人が日本語の歌詞で歌っている曲も対象としている。AMの番組ではあるが、FMの番組のような作りになっているのも特徴である。
また高島の趣味であるオートバイや自身が講師をしているスノーボードインストラクターの話題等もありエンターテインメント性が強くRadikoプレミアムの普及により本州全域にもリスナーが存在する他、夕方から夜間にかけて電離層反射によって道外でも受信できる事から「〇〇県よりカーラジオで聴いています」等というメール投稿もある。
当初は2010年ナイターオフシーズン限定の放送だったが、好評を博したため2011年ナイターシーズンは月曜日に放送。ナイターオフシーズンはまた火曜日 - 金曜日の帯に戻る。2012年のナイターオフシーズンでは2部制となり、放送時間が大幅拡大となった。2013年より、ナイターシーズンは土曜日の週1回、ナイターオフシーズンは火曜から土曜の変則的な帯放送が基本となるが、2015年度のナイターシーズンのみ金曜と土曜の週2回放送となっていた。
2020年ナイターシーズンは、新型コロナウイルス感染症による影響に伴いプロ野球の開幕が延期されたため、本来放送すべき『HBCファイターズナイター』も開始できない状況になったが、一旦は当初の予定通り土曜日の週1回放送となり、野球中継の放送枠はTBSラジオの『アフター6ジャンクション』のネット受けで対処していた。その後もプロ野球開幕の目途が立たなかったことから、5月1日より『Music Delivery BAN BAN RADIO! 緊急登板』と題して火曜から金曜の野球中継枠でも放送することになり、プロ野球開幕前々日の6月17日までナイターオフシーズン同様の帯編成を一時的に再開していた。
2021年ナイターシーズンにおいても、2020年東京オリンピック開催に伴うプロ野球公式戦の中断期間の間ファイターズナイターの代替番組として、ナイターオフシーズン同様の帯編成を期間限定で実施しているが、五輪中継のため短縮もしくは休止の措置が講じられた日があった。
2024年9月21日放送の「Music Delivery BAN BAN RADIO! サタデー」にて、2024年9月28日を持って放送を終了するとの告知があった。また、同日、2024年10月2日から後継となる新番組「バンラジNEO タモツガレージ」が放送開始することが発表された。
バンラジNEO タモツガレージ
2024年10月2日より放送開始、バイク・スノーボード・釣りなどの高島の趣味の要素を高めた内容を展開。2024年9月21日放送の「Music Delivery BAN BAN RADIO! サタデー」での発表によると、今までより頻度は減るものの洋楽リクエストも引き続き取り扱う構成としている。放送日時は火曜から金曜の19:00 - 21:00。
2025年4月の春夏編成では、毎週水曜の22:00-24:00に放送時間を変更。

## ナビゲーター
- 高島保
  - 高島としては初のAM局のレギュラー番組となった。

## 放送時間の変遷
ナイターシーズン（4月 - 9月）
- 月曜日 17:47 - 19:00（2011年度 - 2012年度）
- 土曜日 17:50 - 20:00（2013年度）
- 土曜日 17:50 - 19:00（2014年度）
- 金曜日 22:00 - 24:00、土曜日 17:00 - 19:30（2015年度）
- 土曜日 17:00 - 19:30（2016年度）
- 土曜日 17:00 - 19:00（2017・2018・2023・2024年度）
- 土曜日 17:00 - 18:45（2019年度）
- 火曜日 - 金曜日（5月1日 - 6月17日） 18:00 - 21:00　土曜日 17:00 - 17:45（第1部）・18:00 - 19:00（第2部）（2020年度）
- 火曜日 - 金曜日（7月20日 - 8月12日） 18:00 - 21:00　土曜日 17:00 - 19:00（2021年度）
  - 2013年度以降の放送枠において、土曜日の17:45 - 17:50は『ウィークエンドネットワーク』（TBSラジオ制作）をネット。2020年度の土曜日は17:50 - 18:00に『吉田類のゆる〜り・ほろ酔いと〜く』を放送。
  - 土曜日の放送は『HBCサタデーファイターズ』の放送時間によっては変動の場合あり。

ナイターオフシーズン（10月 - 3月）
- 火曜日 - 金曜日　17:47 - 18:30 （2010年度・2011年度）
- 月曜日 17:47 - 18:30／火曜日～金曜日　17:47 - 18:30（第1部）・19:00 - 20:00（第2部）（2012年度）
  - 1部と2部の間の18:30 - 19:00の間は『ミュージックギフト〜音楽・地球号』→『ココロのオンガク 〜music for you〜』（文化放送制作）をネットしている。
- 火曜日 - 金曜日 19:00 - 21:00　土曜日　17:00 - 19:45（2013年度）
  - 土曜日の17:45 - 17:50は『ウィークエンドネットワーク』（TBSラジオ制作）をネット
- 火曜日 - 金曜日 19:00 - 20:45　土曜日 13:00 - 17:30（2014年度）
- 火曜日 - 金曜日 19:00 - 21:00　土曜日 14:00 - 17:30（2015・2016・2019年度）
- 火曜日 - 金曜日 19:00 - 21:00　土曜日 14:00 - 17:45（2017年度）
- 火曜日 - 金曜日 19:00 - 21:00　土曜日 14:00 - 17:00（2018年度）
- 火曜日 - 金曜日 19:00 - 21:00　土曜日 15:00 - 18:30（2020・2021年度）
  - 土曜日の17:45 - 17:50は『ウィークエンドネットワーク』（TBSラジオ制作）をネット。なお、2020年の場合、10月はプロ野球中継優先のため、3日の15:00 - 16:30に放送したのみで、本格的な開始は11月10日となった。2021年も、10月はプロ野球中継優先のため、平日は中継カードが予備も含めてすべて中止または中継できるカードがない場合のみの放送、土曜は中継予定試合終了次第の放送となる。
- 火曜日 - 金曜日 19:00 - 21:00　土曜日 14:00 - 17:45（2022年度）
- 火曜日 - 金曜日 19:00 - 21:00　土曜日 16:00 - 19:00（2023年度）
  - 土曜日の17:45 - 17:50は『ウィークエンドネットワーク』（TBSラジオ制作）をネット。
- 火曜日 - 金曜日 19:00 - 21:00 「バンラジNEO タモツガレージ」（2024年度）